# Hiếu Minh Hoàng hậu
Hiếu Minh Vương Hoàng hậu (chữ Hán: 孝明王皇后; 942 - 963), tuy là kế thất nhưng là Hoàng hậu tại vị đầu tiên của Tống Thái Tổ Triệu Khuông Dẫn. Đồng thời, bà là vị Hoàng hậu đầu tiên của triều đại nhà Tống trong lịch sử Trung Quốc.

## Tiểu sử
Hiếu Minh Hoàng hậu có họ Vương (王氏), nguyên quán ở huyện Tân Bình, Bân Châu (nay là huyện Bân, Thiểm Tây). Bà là con gái thứ ba của Chương Đức quân Tiết độ sứ Vương Nhiêu (王饶), có em trai cùng mẹ tên Vương Kế Huân (王繼勳), một chị gái thụ phong làm Thái Nguyên Quận Phu nhân (太原郡夫人).
Năm Hiện Đức thứ 5 (958) triều Hậu Chu, nguyên phối của Triệu Khuông Dẫn là Hạ Phu nhân qua đời. Vương thị được gả làm kế thất, khi đó Triệu Khuông Dẫn đang giữ chức Điện tiền kiểm điểm giáo (殿前檢點校), bà được Hậu Chu Thế Tông đặc biệt cấp cho quan phục ["Phượng quan hà bí"; 鳳冠霞帔], ban cáo mệnh Lang Tà Quận Phu nhân (琅邪郡夫人). Về tính cách, Vương thị được miêu tả là "Cung cần bất giải, Nhân từ ngự hạ" (Nguyên văn: 恭勤不懈，仁慈御下).
Năm Kiến Long nguyên niên (960), Triệu Khuông Dẫn lên ngôi, lập ra nhà Tống. Tháng 8 cùng năm, Vương Phu nhân sách lập Hoàng hậu, trở thành vị Hoàng hậu tại vị đầu tiên trong lịch sử triều đại này. Bà được Tống sử ghi lại hành trạng rất tốt, ngày thường vận trang phục thanh nhã, không cầu kỳ, đi đứng phép tắc đều đúng lễ nghi, làm chủ lục cung, phụng dưỡng Chiêu Hiến Đỗ Thái hậu rất đúng lễ giáo, là bậc mẫu nghi gương mẫu cho đời. Tuy nhiên bà không sinh hạ người con trưởng thành nào cho Tống Thái Tổ, cả ba người con đều chết yểu.
Năm Càn Đức nguyên niên (964), tháng 12, ngày Giáp Thân, Hoàng hậu Vương thị băng, khi 22 tuổi, thụy hiệu là Hiếu Minh Hoàng hậu (孝明皇后). Sang năm sau, kim quan của bà được an táng ở phía Bắc của An lăng (安陵). Năm thứ 2 niên hiệu Thái Bình Hưng Quốc (977), thần vị của bà được phụng thờ ở Thái miếu.